# Нитепёры
Нитепёры (лат. Nemipterus) —  род морских лучепёрых рыб из семейства нитеперовых (Nemipteridae).

## Описание
Тело умеренно вытянутое или умеренно высокое, сжато с боков. Зубы мелкие, ворсинчатые или конические, расположены полосками на обеих челюстях; у некоторых видов передние зубы на обеих челюстях заострённые или загнутые конические. На первой жаберной дуге 10—20 коротких жаберных тычинок. В длинном спинном плавнике 10 колючих и 9 мягких лучей. В анальном плавнике 3 колючих и 7—8 мягких лучей. Последний мягкий луч в спинном и анальном плавниках разветвляется у основания. Грудные плавники короткие или умеренно длинные, в них 2 неразветвлённых и 13—16 разветвлённых мягких лучей. Брюшные плавники короткие или длинные, с одним колючим и 5 мягкими лучами. Хвостовой плавник раздвоенный; верхняя лопасть закруглённая, заострённая, серповидная или вытянута в короткую или очень длинную нить. На верхней части головы чешуя доходит до уровня середины глаза. Подглазничные кости без чешуи. Задний край подглазничной кости гладкий. Есть чешуя на предкрышке и крышке. Задний край предкрышки зазубренный или гладкий. Верхний край жаберной крышки с небольшим плоским шипом. В боковой линии 45—51 чешуй. Над боковой линией 3½— 4½    поперечных ряда чешуй, под боковой линией — 9—12 поперечных рядов чешуи. Окраска тела разнообразная, обычно розоватая или серебристая с красными, жёлтыми или голубыми отметинами.
Максимальная длина тела представителей разных видов варьирует от 14 до 35 см.

## Ареал и места обитания
Распространены в тропических и субтропических водах Индийского и западной части Тихого океана.  Морские придонные рыбы. Обитают на материковом шельфе обычно на глубине от 20 до 50 м над песчаными и илистыми грунтами, но некоторые виды встречаются на глубине 300 м. Ведут одиночный образ жизни или образуют большие скопления. Питаются преимущественно мелкими донными беспозвоночными (полихеты, ракообразные, головоногие, моллюски) и мелкими рыбами.

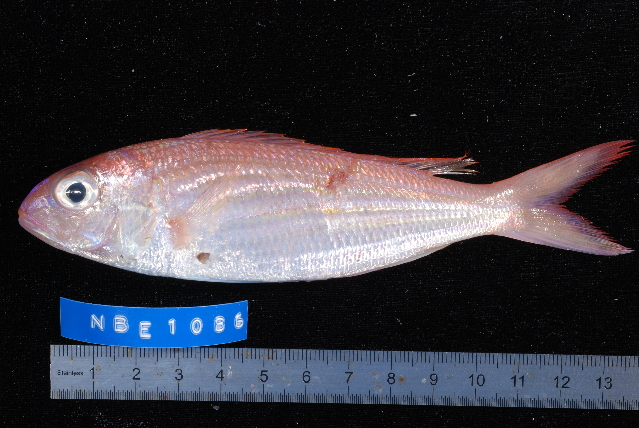
Nemipterus bipunctatus

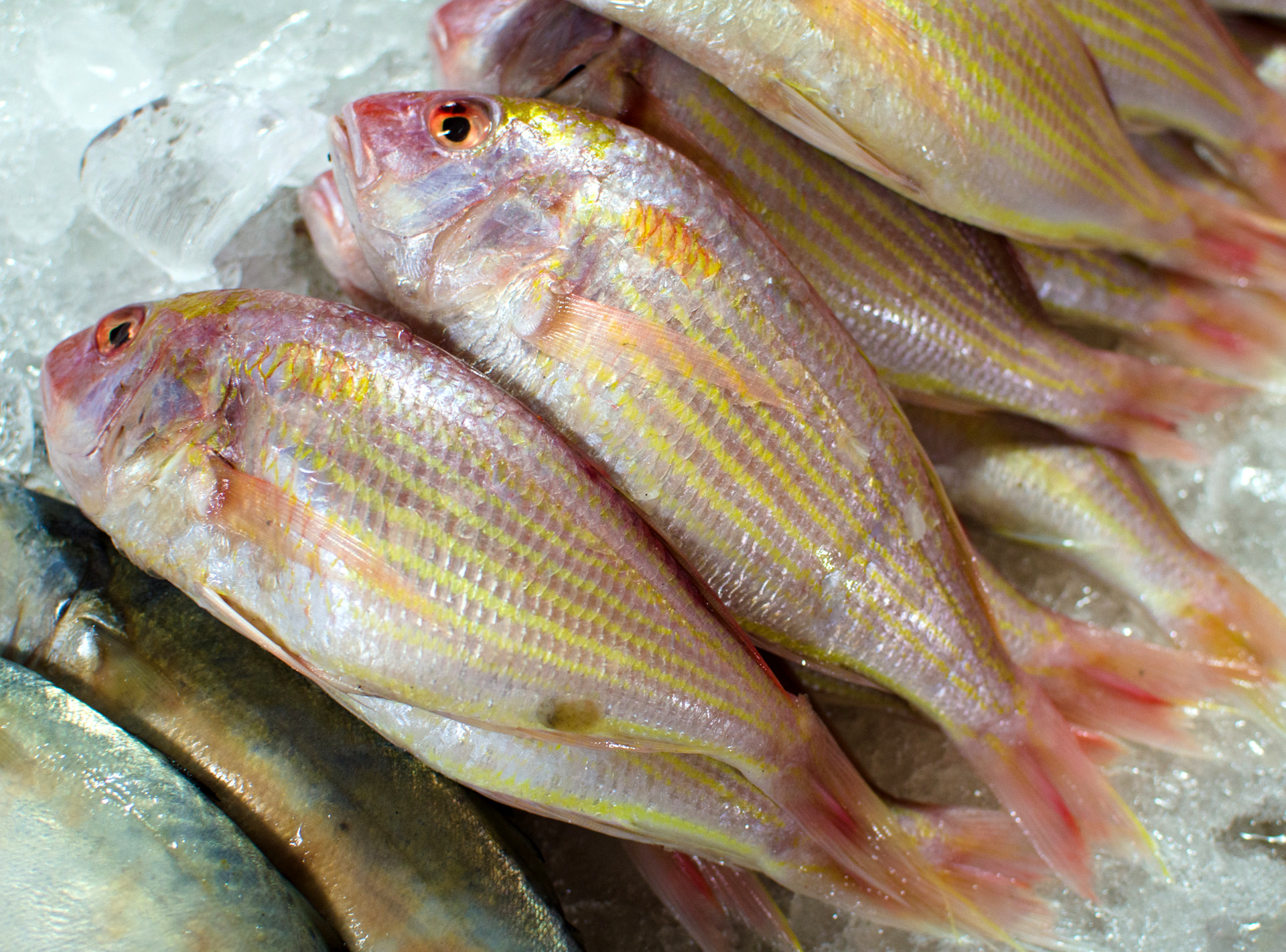
Nemipterus hexodon

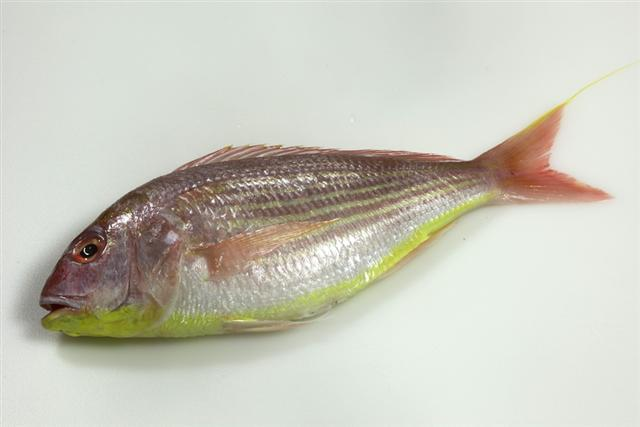
Nemipterus japonicus

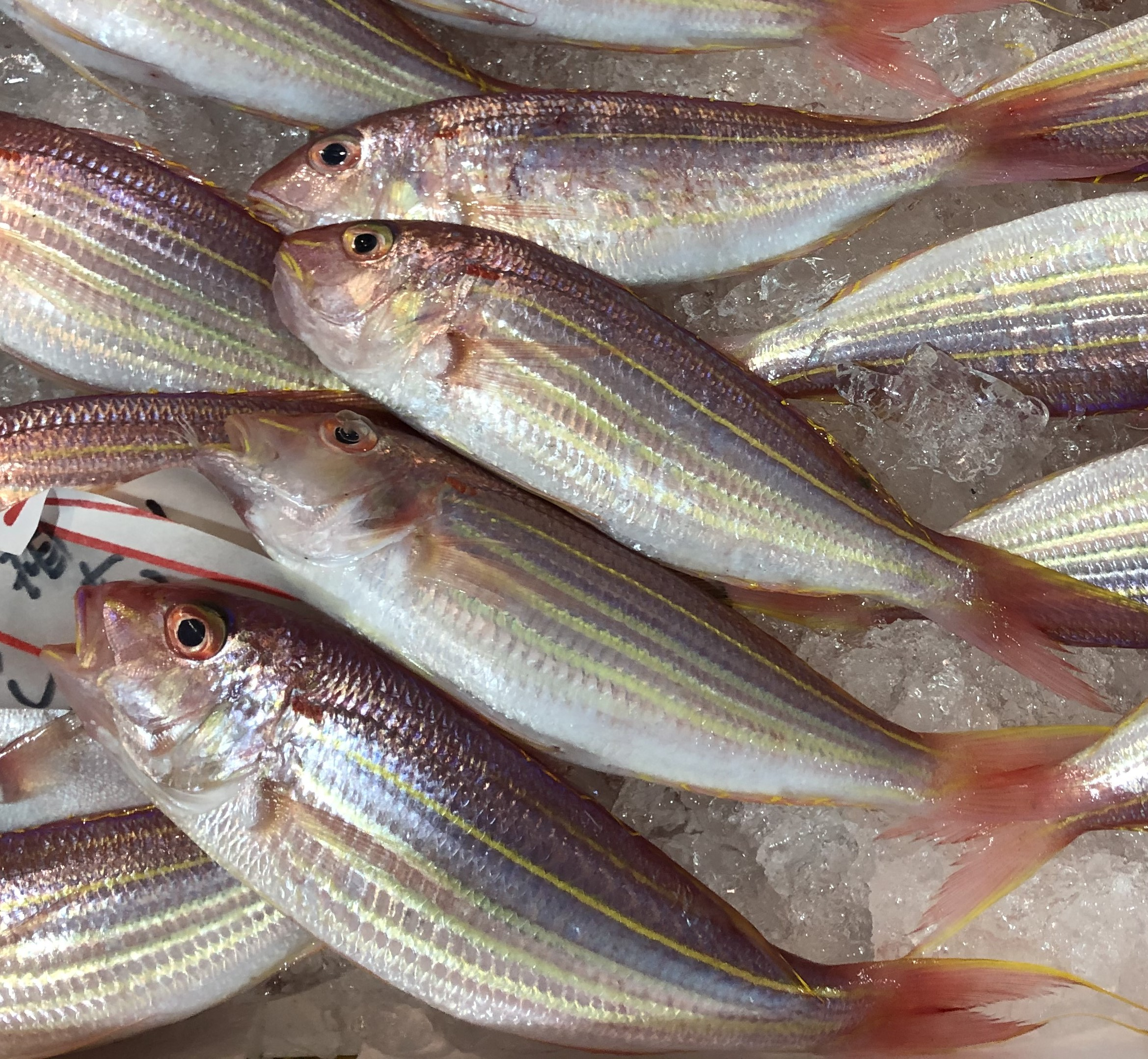
Nemipterus virgatus

## Классификация
В состав рода включают 28 видов:
- Nemipterus aurifilum (Ogilby, 1910)
- Nemipterus aurora B. C. Russell, 1993
- Nemipterus balinensis (Bleeker, 1858)
- Nemipterus balinensoides (Popta, 1918)
- Nemipterus bathybius Snyder, 1911
- Nemipterus bipunctatus (Valenciennes, 1830) — Летучий нитепёр
- Nemipterus celebicus (Bleeker, 1854)
- Nemipterus elaine Russell & Gouws, 2020[4]
- Nemipterus flavomandibularis B. C. Russell & Tweddle, 2013[5]
- Краснопятнистый нитепёр
- Nemipterus gracilis (Bleeker, 1873)
- Nemipterus hexodon (Quoy & Gaimard, 1824) — Шестиполосый нитепёр
- Nemipterus isacanthus (Bleeker, 1873)
- Nemipterus japonicas (Bloch, 1791) — Японский нитепёр
- Nemipterus marginatus (Valenciennes, 1830) — Окаймлённый нитепёр
- Nemipterus mesoprion (Bleeker, 1853)
- Nemipterus nematophorus (Bleeker, 1854) — Длиннолучевой нитепёр
- Nemipterus nematopus (Bleeker, 1851)
- Nemipterus nemurus (Bleeker, 1857)
- Nemipterus peronei (Valenciennes, 1830) — Нитепёр Перона, или крупнопятнистый нитепёр
- Nemipterus randalli B. C. Russell, 1986
- Nemipterus sugillatus B. C. Russell & H. C. Ho, 2017[6]
- Nemipterus tambuloides (Bleeker, 1853)
- Nemipterus theodorei Ogilby, 1916
- Nemipterus thosaporni B. C. Russell, 1991
- Nemipterus virgatus (Houttuyn, 1782) — Полосатый нитепёр
- Nemipterus vitiensis B. C. Russell, 1990
- Nemipterus zysron (Bleeker, 1856)

## Взаимодействие с человеком
Представители рода нитепёров являются одними из важнейших промысловых рыб в тропических районах Индо-Тихоокеанской области. В уловах не разделяют разные виды. В 1980-х годах общие уловы нитепёров превышали 120 тысяч тонн. Больше всех ловят Филиппины, Таиланд, Гонконг, Малайзия, Индонезия и Тайвань.